# Natri teluride
Natri teluride là hợp chất hoá học với công thức Na2Te. Muối này là axit liên hợp của axit teluhiđric không bền nhiệt, nhưng nó thường được điều chế bằng phản ứng khử giữa teluride và natri. Na2Te là một chất khó để cầm trên tay vì nó rất nhạy với không khí. Không khí oxi hoá nó ban đầu tạo ra các politeluride, có công thức Na2Tex (x > 1), và cuối cùng là Te kim loại. Mẫu vật Na2Te, không màu khi hoàn toàn tinh khiết, dần dần chuyển màu sang tím hay xám do ảnh hưởng của sự oxi hoá bởi không khí.

## Tổng hợp, cấu trúc và đặc tính trong dung dịch
Quá trình tổng hợp được tiến hành đặc trưng bằng phương pháp dùng amonia làm dung môi.
Na2Te, giống như nhiều hợp chất liên quan khác có công thức M2X, có cấu trúc antiflorit. Vì thế, trong Na2Te rắn, mỗi ion Te2− được bao quanh bởi 8 ion Na+ ions và mỗi ion  Na+ lại được bao bởi 4 ion Te2−.
Các muối đơn giản loại M2X, trong đó X là một anion đơn phân tử, không hoà tan đặc trưng trong bất kì dung môi nào vì chúng có năng lượng mạng lưới cao. Dưới tác dụng của nước - thậm chí là hơi ẩm không khí - hoặc xử lý với cồn, Te2− nhận thêm 1 proton:
Na2Te  +  H2O  →  NaHTe  +  NaOH
Vì phản ứng này, nhiều quá trình xảy ra với Na2Te có thể bao gồm NaHTe (CAS # 65312-92-7), một chất tan tốt hơn và điều chế dễ hơn.

## Ứng dụng trong hoá hữu cơ
Na2Te có ứng dụng trong tổng hợp hữu cơ, vừa làm chất khử trong các phản ứng khử vừa là nguồn Te trong tổng hợp các hợp chất cơ teluride.  Các aryl halide được thay thế tạo thành các điaryl teluride, minh hoạ là phản ứng tổng hợp đinaphtylteluride: 
Na2Te  +  2 C10H7I  →  (C10H7)2Te  +  2 NaI
Na2Te phản ứng với các hợp chất 1,3-điin tạo ra telurophen tương ứng, có cấu trúc tương tự thiophen:
Na2Te  +  RC≡C-C≡CR  +  2 H2O  →  TeC4R2H2  +  2 NaOH
Với tác dụng của một chất khử, Na2Te chuyển các nhóm nitro thành amin và chia cắt liên kết C-X.